# 总督 (意大利城邦行政长官)

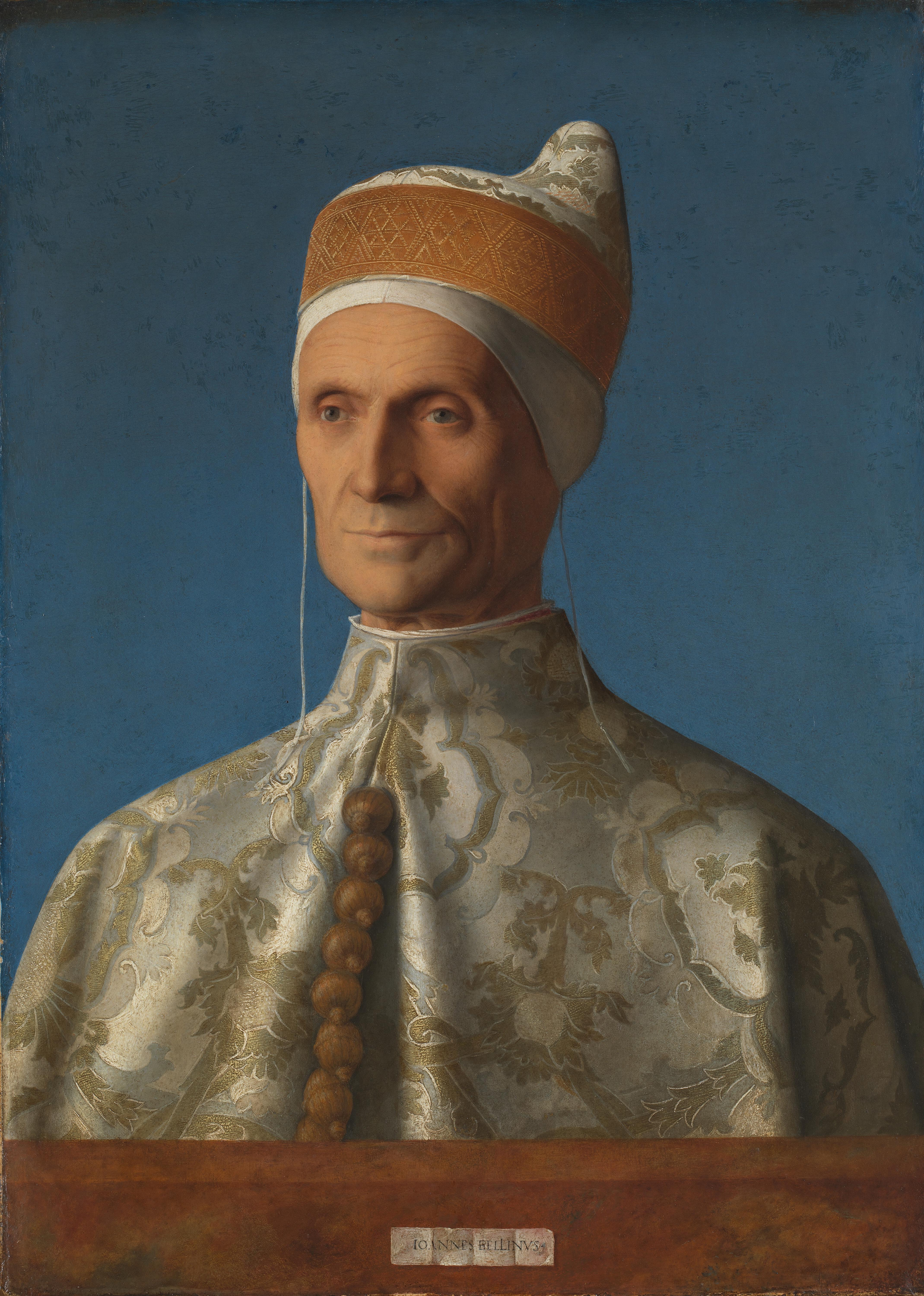
威尼斯总督列奥纳多·罗列丹

总督（義大利語：doge，發音：[ˈdɔːdʒe]）是中世纪和文艺复兴时期几个意大利城邦经推选出来的勳爵及行政长官。

## 辞源
原单词源自威尼斯語，意为“精神领袖”或“军事领导”，如同其他欧洲语言里意为“公爵”的类似单词一样源自拉丁语。这个头衔在中文里常译为“总督”，但与一般意义上的“总督”或“公爵”不同。

## 使用
历史上意大利的几个城邦（又称加冕共和国）使用总督（doge）这个头衔。最知名的两个城邦为互为对立的威尼斯共和国和热那亚共和国。阿马尔菲公国也推选出总督为其行政长官。